# Álvaro Zancajo Fenoll
Álvaro Zancajo Fenoll (Madrid, 25 d'octubre de 1980) és un periodista i presentador de televisió, llicenciat en periodisme per la Universitat San Pablo CEU i Màster en Periodisme, Discurs i Comunicació per la Universitat Complutense de Madrid.

## Biografia
La seva trajectòria professional comença a Antena 3 com a becari durant el seu últim any en la universitat. Després de 3 mesos en la secció de nacional, marxa a Saragossa, on passa a formar part de la plantilla de la delegació territorial. Allà hi roman un any i diversos mesos en les corresponsalies d'Osca i Terol treballant per als informatius regionals i estatals.
Al seu retorn a Madrid, torna a comptar amb ell per a les notícies del matí, on roman dos anys com a redactor i reporter en horari nocturn. Després passa a formar part de l'equip del programa de debat polític Ruedo Ibérico presentat per la periodista Montserrat Domínguez, per més tard incorporar-se al programa d'actualitat Espejo Público, amb Susanna Griso.
Després d'aquesta etapa i després de protagonitzar diverses exclusives periodístiques amb les quals aconsegueix fer programes especials en prime time, Zancajo és rescatat per a formar part de la redacció d'Antena 3 Notícies on, el 2010, és nomenat director de Notícies cap de setmana i dos anys després també com a presentador amb Sandra Golpe. Al setembre de 2014, després de dirigir i presentar les edicions de cap de setmana, passa a ser presentador i director de l'informatiu, Noticias 2, de dilluns a divendres, en substitució de Matías Prats.
Després de dos anys al capdavant de l'informatiu nocturn, Zancajo abandona Antena 3 i és fitxat per RTVE com a director del Canal 24 Horas, coordinador d'informatius de TVE i director de notícies de rtve.es. càrrec el qual exerceix fins a setembre de 2018. Des del dilluns 17 d'abril de 2017 i fins a juliol de 2018, va presentar l'informatiu 20H de dilluns a divendres a les 8 de la tarda al Canal 24 Horas.
Al setembre de 2018, passa a ser director de documentals de la 2.
El 20 de gener de 2020 s'anuncia el seu fitxatge per Canal Sur Televisió, com a director de continguts informatius, nous formats i transformació digital de la televisió andalusa. El 28 de desembre cessa en el càrrec després d'haver liderat la RTVA durant els complicats mesos de pandèmia del COVID 19. L'etapa de Zancajo al capdavant de Canal Sud serà recordada per la polèmica que va acompanyar al seu cessament.
El 9 de maig de 2022 es publica que ha estat fitxat per VOX Andalusia per a portar la Comunicació del partit en les eleccions d'Andalusia.